# Tende
Tende es una comuna francesa situada en el departamento de Alpes Marítimos, de la región de Provenza-Alpes-Costa Azul.
Perteneció al Ducado de Saboya desde 1581 y posteriormente a Italia hasta el año 1947.

## Demografía
| 1 954 | 2 053 | 1 951 | 1 954 | 2 089 | 1 844 | 2 025 | 2 114 | 2 178 |
| Para los censos de 1962 a 1999 la población legal corresponde a la población sin duplicidades (Fuente: INSEE [Consultar]) |       |       |       |       |       |       |       |       |